# Oxypleurodon holthuisi
Oxypleurodon holthuisi is een krabbensoort uit de familie van de Epialtidae. De wetenschappelijke naam van de soort is voor het eerst geldig gepubliceerd in 2010 door Richer de Forges.